# Problem Child
Problem Child is een Amerikaanse komische familiefilm/kinderfilm uit 1990, geregisseerd door Dennis Dugan.

## Verhaal
Ben Healy is een aardige yup die werkt voor zijn vader Big Ben, een tirannieke verkoper van sportartikelen. Ben zou graag een kind willen hebben, maar zijn vrouw Flo is niet in staat om zwanger te worden. Ben legt contact met een adoptie-agent Igor Peabody en Igor presenteert Ben en Flo een schattige zeven jaar oude jongen genaamd Junior. Maar Junior blijkt geen ideaal kind te zijn. Overal waar hij komt, laat hij een pad van vernietiging achter. Ook wordt hij penvriend met Martin Beck, een beruchte moordenaar. Nadat de kat in het ziekenhuis terechtkomt, het huis in brand vliegt en Junior zijn effectieve maar onethische manier laat zien om te winnen in de Little League, heeft Ben zijn twijfels over Junior. Beck ontsnapt uit de gevangenis en kidnapt Junior, tezamen met zijn nieuwe moeder.

## Rolverdeling
| Acteur            | Personage       |
| ----------------- | --------------- |
| John Ritter       | Ben Healy Jr.   |
| Michael Oliver    | Junior          |
| Amy Yasbeck       | Flo Healy       |
| Michael Richards  | Martin Beck     |
| Jack Warden       | "Big Ben" Healy |
| Gilbert Gottfried | Igor Peabody    |
| Peter Jurasik     | Roy             |
| Charlotte Akin    | Lorraine        |
| Helena Humann     | Moeder-overste  |

## Trivia
- De poster van de film was een parodie op de filmposter van Parenthood uit 1989.
- In de film Cape Fear speelt Robert De Niro een excentrieke, net vrijgelaten gevangene. Hij bekijkt een comedyfilm in de bioscoop en hij lacht zo hard en continu dat zijn 'vijand', die een rij lager zit, samen met zijn vrouw de bioscoop geïrriteerd verlaat. De vertoonde film is Problem Child.